# Ушаков, Фёдор Александрович
Фёдор Александрович Ушаков (1768 или 1769 — 1841) — генерал-майор, действительный тайный советник.

## Биография
Родился в 1768 или 1769 году. В военную службу записан в 1771 году в один из армейских пехотных полков.
В 1800 году произведён в генерал-майоры и 2 апреля того же года назначен шефом Сенатского полка. 29 марта 1803 года этот полк был переформирован в Литовский мушкетёрский.
В 1806 году Ушаков с полком выступил в Восточную Пруссию, где началась война с Францией. 27 января 1807 года он был награждён орденом Св. Георгия 4-й степени (№ 706 по кавалерскому списку Судравского и № 1720 по списку Григоровича — Степанова)
В воздаяние отличного мужества и храбрости, оказанных в сражении против французских войск 1806 года 14 декабря при Пултуске и 1807 года января 26 и 27 при Прейсиш-Эйлау бывших, из коих в последнем и ранен в правую руку навылет.
После выздоровления вернулся к шефским обязанностям; в 1808—1809 годах принимал участие в войне против Швеции и 28 января 1809 года был награждён золотой шпагой с алмазными украшениями и надписью «За храбрость».
После переформирования в октябре 1810 года Литовского мушкетёрского полка в 33-й егерский, 26 ноября 1810 года Ушаков был переведён на гражданскую службу и в 1816 году переименован в тайные советники. С 1821 по 1831 год был главноприсутствующим в Московской Оружейной палате. Впоследствии получил чин действительного тайного советника.
Скончался в Москве 14 (26) января 1841 года, похоронен на Ваганьковском кладбище; могила утрачена. Жена, Ольга Ивановна, умерла 25 августа 1870 года.